# The Not Amused
The Not Amused é uma banda de punk rock e power pop de Kreuzberg, um bairro de Berlim.
Fundada em 2005, a banda foi tocando na Alemanha e outros países europeus. Na consequência das várias visitas à Espanha, a banda partilhou um álbum em 2011 com a banda espanhola de punkrock, os X-Prays.
O estilo musical da banda é baseado em vários estilos, nomeadamente no punkrock/powerpop das bandas punk e mod do final dos anos 70. Já tocaram com bandas míticas da época original, tal como os The Carpettes, the Jetz, Long Tall Shorty, Fast Cars, Cyanide Pills ou Private Dicks.

## Discografia
- 2007: Flaunting Their Talents (mini-LP)
- 2008: By Appointment To Her Royal Highness (mini-LP)
- 2010: Totally Destroyed (7" EP)
- 2010: Flaunting Their Talents By Appointment To Her Royal Highness (CD)
- 2011: The Not Amused / The X-Prays (split-LP)
- 2016: Flat Broke (mini-LP)
- 2016: Be With You (7" EP)